# Rzęskowo
Rzęskowo – wieś w północno-zachodniej Polsce położona w województwie zachodniopomorskim, w powiecie gryfickim, w północno-zachodniej części gminy Gryfice.
W miejscowości znajduje się świetlica wiejska. Dzieci z Rzęskowa są dowożone do Szkoły Podstawowej Nr 4 w Gryficach i Gimnazjum Nr 2 w Gryficach .
Na terenie Rzęskowa istnieje sieć kanalizacyjna (od 2004 r.) włączona do oczyszczalni ścieków w Gryficach.
W Rzęskowie znajduje się ujęcie wody z dwóch studni głębinowych. Ujęcie wody eksploatują Wodociągi Zachodniopomorskie Sp. z o.o. w Goleniowie.

## Rys historyczny
Na mapie Lubinusa z 1618 roku pojawia się Renschow. Do 1945 roku niemiecka nazwa wsi brzmiała: Rensekow. Późniejsza nazwa przejściowa to: Rozanowo. Natomiast ks. St. Kozierowski wymienił inną nazwę: Rędzkowo.
W Rzęskowie istniał kościół, zbudowany w połowie XVII wieku z kamienia narzutowego. Posiadał drewnianą wieżę i bogate wyposażenie wnętrza. Kościół został rozebrany po 1950 roku.
W latach 1946–1998 miejscowość administracyjnie należała do województwa szczecińskiego.

## Samorząd mieszkańców
Gmina Gryfice utworzyła jednostkę pomocniczą – "Sołectwo Rzęskowo", które obejmuje jedynie wieś Rzęskowo. Organem uchwałodawczym sołectwa jest zebranie wiejskie, na którym mieszkańcy wybierają sołtysa. Działalność sołtysa wspomaga jest rada sołecka, która liczy od 3 do 7 osób – w zależności jak ustali wyborcze zebranie wiejskie.

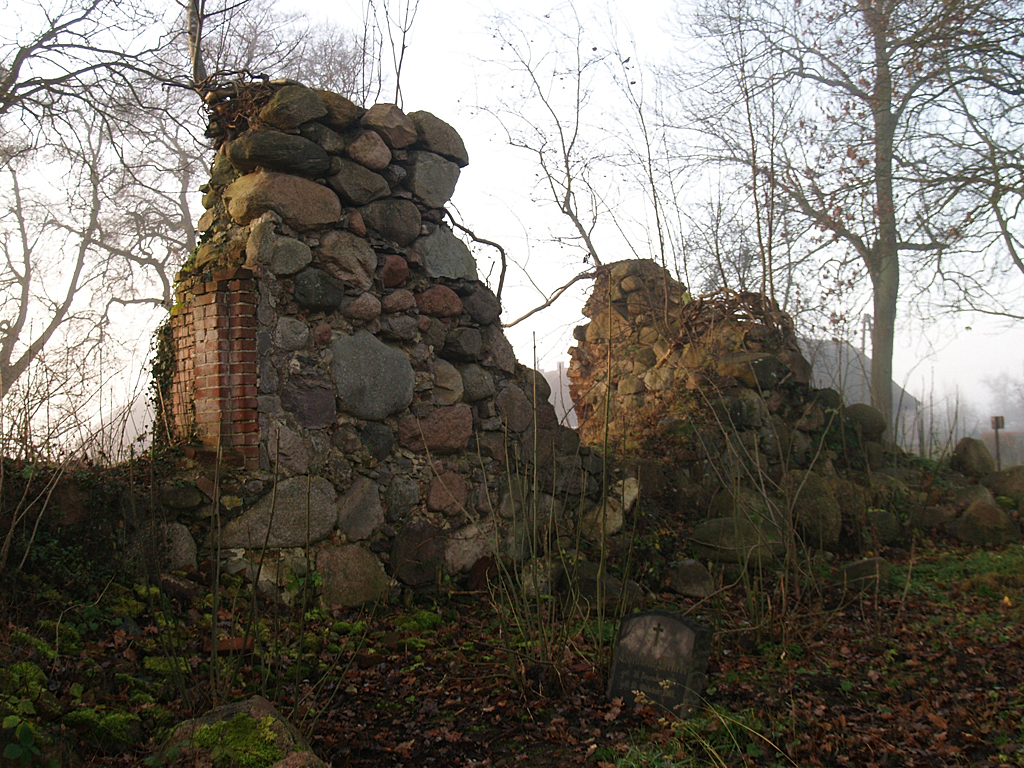
Ruiny kościoła